# Konrad Gauckler
Konrad Gauckler (* 3. August 1898 in Nürnberg; † 25. Februar 1983) war ein deutscher Naturforscher. Sein botanisches Autorenkürzel lautet „Gauckler“.

## Leben
Nach dem Besuch des Realgymnasiums und der Kriegsdienstzeit machte er zunächst ein pharmazeutisches Praktikum. Ab 1922 studierte er an der Universität Erlangen Botanik, Chemie, Geographie, Geologie, Physik und Zoologie. 1924 legte er die pharmazeutische Staatsprüfung ab und erhielt 1926 die Approbation als Apotheker.
Seit 1927 war er Wissenschaftlicher Assistent am Erlanger Botanischen Institut. Nach seiner Promotion 1928 legte er das Staatsexamen als Lehrer für Chemie und Biologie ab. Nach der Habilitation 1938 war er weiter als Lehrer tätig und später ab 1948 zusätzlich als Dozent und ab 1955 als Außerplanmäßiger Professor an der Universität Erlangen. An der Nürnberger Berufsoberschule unterrichtete er als Oberstudienrat bis zu seiner Pensionierung, als Professor in Erlangen fast bis an sein Lebensende.

## Werk
Konrad Gauckler war einer der Begründer der modernen Pflanzensoziologie und Biogeographie in Bayern. Seine Habilitationsschrift Steppenheide und Steppenheidewald der Fränkischen Alb in pflanzensoziologischer, ökologischer und geographischer Betrachtung gilt als Meilenstein der Erfassung von Vegetationszusammenhängen. Erheblich ist auch Gaucklers Bedeutung als Pionier der bayerischen Pflanzengeographie.
In späteren Jahren machte Gauckler sich durch zahlreiche Veröffentlichungen zur Kapazität auf dem Gebiet der Landeskunde Frankens. Charakteristisch für ihn wurden die eigenhändig gezeichneten Verbreitungsbilder von Pflanzen- und Tierarten. Neben der Bedeutung der einzelnen Arten war ihm die Untersuchung der jeweiligen Abhängigkeiten immer ein besonderes Anliegen.

## Schriften (Auswahl)
- 1970: Einstrahlungen der Alpenflora in der Fränkischen Alb. Jahrbuch d. Ver. z. Schutze der Alpenpflanzen u. -Tiere 35, S. 36–46
- 1972: Einstrahlungen der Alpenflora im Bayerischen Wald und Oberpfälzer Wald. Jahrbuch d. Ver. z. Schutze der Alpenpflanzen u. -Tiere 37, S. 25–41
- 1973: Flora und Fauna des Landkreises Eichstätt. In: Der Eichstätter Raum in Geschichte und Gegenwart
- 1974: Tierleben und Pflanzengesellschaften in den Landschaften um Regensburg. Hoppea 33: 315–317
- 1981: Die Verbreitung der Rassen des Feuersalamanders in den Landschaften Nordbayerns (Salamandra salamandra L.). Natur und Mensch, Jahresmitt. Naturhist. Ges. Nürnberg 1980: 43–47
- 1983: Die Fledermäuse des Nürnberger Stadtgebietes und des benachbarten Reichswaldes. Natur und Mensch, Jahresmitt. Naturhist. Ges. Nürnberg 1882: 49–52